# 万五起义
万五起义，是清朝中期的一起民变。清嘉庆十八年（1814年）一月，陕西岐山县三才峡林区伐木工人因粮荒失业，走投无路，于是在包工头万五（原名万全忠）的领导下发动了起义。
起义军转攻郿县（今陕西眉县）、盩厔（今陕西周至）、鄠县（今陕西鄠县）等地，人数发展到五千多人，参加起义者除伐木工外，还有大批失业的农民、流民、饥民。起义爆发后不久，陕西总督长龄、陕西提督杨遇春及西安总兵杨芳率军前往镇压。经过多次激战，起义军失利被围，万五被杀，起义失败。